# Apterocis ephistemoides
Apterocis ephistemoides es una especie de coleóptero de la familia Ciidae.

## Distribución geográfica
Habita en Hawái.